# ANDE-FCal
ANDE-FCal (Atmospheric Neutral Density Experiment - Fence Calibration, auch Navy-OSCAR 62) war ein US-amerikanischer Forschungs- und Amateurfunksatellit, der zu Ausbildungszwecken an der United States Naval Academy entwickelt und gebaut wurde.

## Aufbau

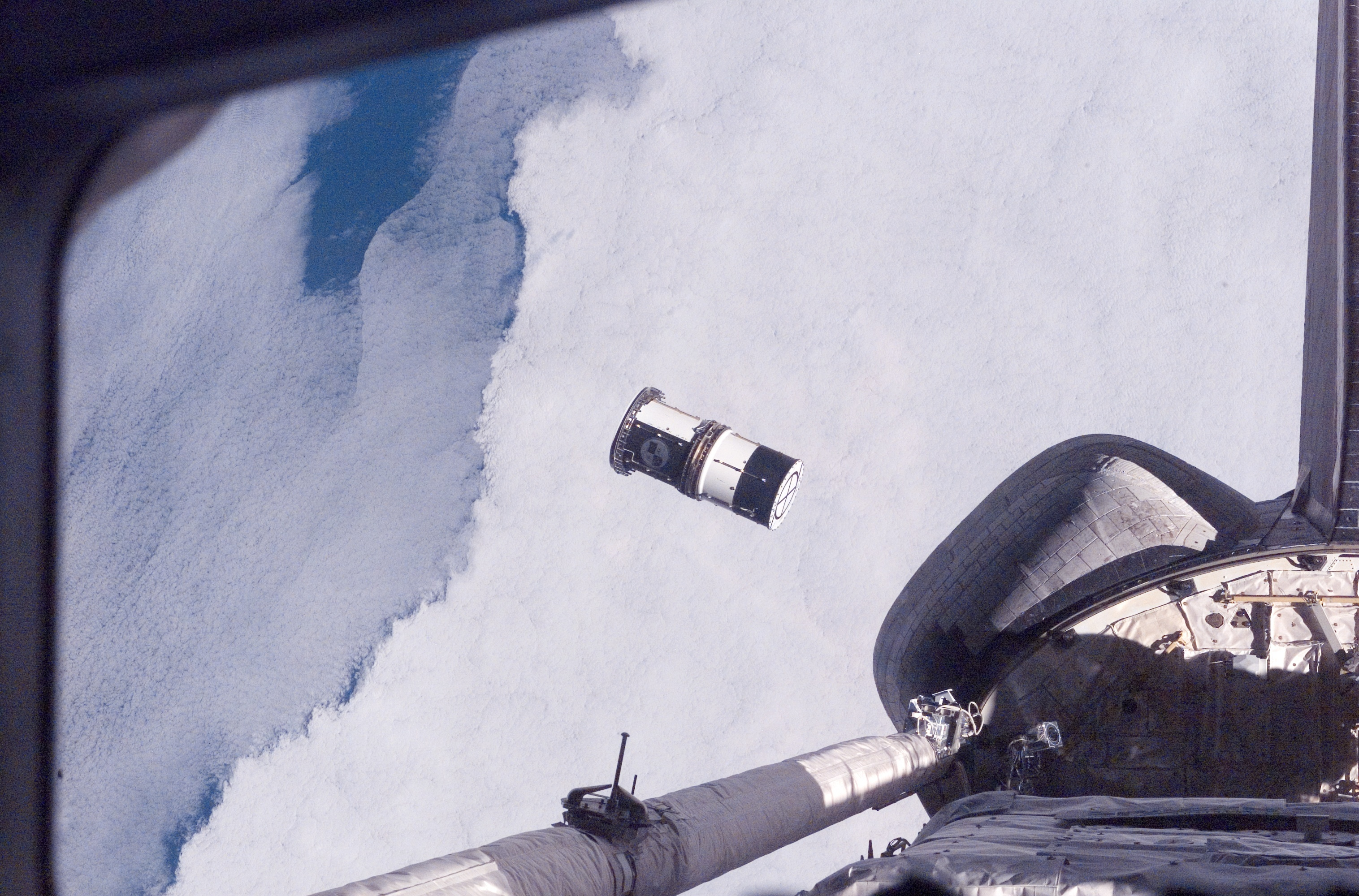
Freisetzung von ANDE-MAA und ANDE-FCal

Der 75 kg schwere FCAL hatte einen kugelförmigen Aufbau von 44,8 cm Durchmesser. Er diente der Kalibrierung von Radaranlagen. Für Amateurfunkverbindungen befand sich zudem ein Digipeater für das 70-Zentimeter-Band an Bord.

## Missionsverlauf
Der Satellit wurde am 21. Dezember 2006 zusammen mit dem gleicherorts entwickelten Satelliten ANDE-MAA während der Mission STS-116 vom Space Shuttle Discovery in eine niedrige Erdumlaufbahn freigesetzt
Am 25. Mai 2008 erfolgte der Wiedereintritt in die Erdatmosphäre.